# Spominski park, Gorica
Spominski park (italijansko parco della Rimembranza) je park v Gorici blizu mestnega centra. Park je približno 2,5 hektarja velik, pravokotne oblike, zelo urejen in z velikimi prostori. Park so zgradili leta 1923 v spomin na padle goriške prostovoljce, ki so se v prvi svetovni vojni udeležili italijanske vojske v vojno proti Avstro-Ogrski. Arhitekt Enrico Del Debbio je zasnoval park na območju, kjer je bilo staro mestno pokopališče.

## Spomenik padlim
Prvi kamen krožnega spomenika v središču parka so postavili 24. maja 1925. Arhitekt Enrico Del Debbio je nameraval uresničiti projekt, podoben grobu Lizikrata v Grčiji. Spomenik je bil posvečen goriškim prostovoljcem, ki so umrli v veliki vojni. Kljub velikim finančnim težavam so 24. maja 1929 slovesno otvorili spomenik. Devet dorskih stebrov je podpiralo kupolo, okrašeno s kipi Volterrana Volterranija, ki prikazujejo alegorije življenjskega cikla in civilizacije. Notranjost je z mozaiki okrasil goriški umetnik Edoardo Del Neri, ki je našel navdih pri zgodovini mesta.
Ponoči 12. avgusta 1944 je spomenik pretresla eksplozija. Časopisi so poročali, da so ga domobranci oz. slovenski nacionalisti razstrelili s tajno privolitvijo Nemcev, ki so jih oskrbovali z dinamitom. Ni ostalo nič drugega kot steber, ki se še danes dviga iz kupa ruševin. Nemška policija je prepovedala proteste, državljani pa so več dni polagali rože na ruševine. Odločili so, da ga ne bodo obnavljali kot opomin in opozorilo na teroristična dejanja in da bi ruševine bile zgled za poznejše generacije. Pozneje so razpravljali, ali naj obnovijo spomenik, kar bi povzročilo politično spravo.

## Vrste rastlin v parku
Severni del parka sestavljajo zimzelena drevesa, kot so gorski borovci, tise, cvetoče magnolije in nešplje . Na gredicah ob straneh parka sta dva simetrična drevoreda borov vrste Pinus pinea.
Sredi parka so živo rdeče vrtnice in lipe, medtem ko ob notranjih poteh parka so posadili platane, hraste, dvokrpe ginkgo, rdeče hraste, tršljike, pušpane in brogovite.
V parku so tudi dragocene vrste dreves, na primer Dob (Quercus robur), nekaj veličastnih dolgopecljatih in gorskih brestov, nekaj velecvetnih magnolij, ciprese vrste Lawson in veličasten primer balearskega pušpana .

## Spomeniki
V nekaterih delih parka dobimo sledeče spomenike:
- Spomenik 665 italijanskim državljanom, ki so jih Jugoslovani deportirali in umorili po koncu druge svetovne vojne.
- Brigade »Lupi di Toscana« (kopijo so postavili leta 1955 v spomin na original, ki so postavili na Sabotin leta 1934 in uničili leta 1945).
- Alpinska brigada »Julia«
- Junaku prve svetovne vojne Vittoriu Locchiju
- Junaku prve svetovne vojne Giovanniju Maniaccu
- Junaku prve svetovne vojne Emiliu Cravosu
- Ostanki krožnega templja s kupolo, zgrajenega leta 1929 po projektu arhitekta Enrica Del Debbia, ki so kolaboracionistični Slovani razstrelili v noči 12. avgusta 1944 s soglasjem nacističnih okupatorjev.[1]

## Slike
- Glavni vodomet, v ozadju ostanki templja
- Spomenik deportirancem
- Zasneženi park
- Zasnežena pot parka